# Castelnuovo (Trentino-Alto Adige)
Castelnuovo (Castarnóvo in dialetto locale) è un comune italiano di 1 076 abitanti della provincia autonoma di Trento in Trentino-Alto Adige.

## Storia

### Simboli
Con deliberazione della Giunta provinciale di Trento del 25 gennaio 1993 n. 308 sono stati approvati i nuovi disegni dello stemma e del gonfalone del Comune di Castelnuovo confermando la descrizione araldica degli stessi contenuta nella deliberazione della Giunta provinciale n. 6761 dd.15 giugno 1990.
Stemma
Gonfalone
Il bilico sarà unito all'asta, nera ornata da una spirale d'oro, mediante un cordone a nappe d'argento.»

## Monumenti e luoghi d'interesse

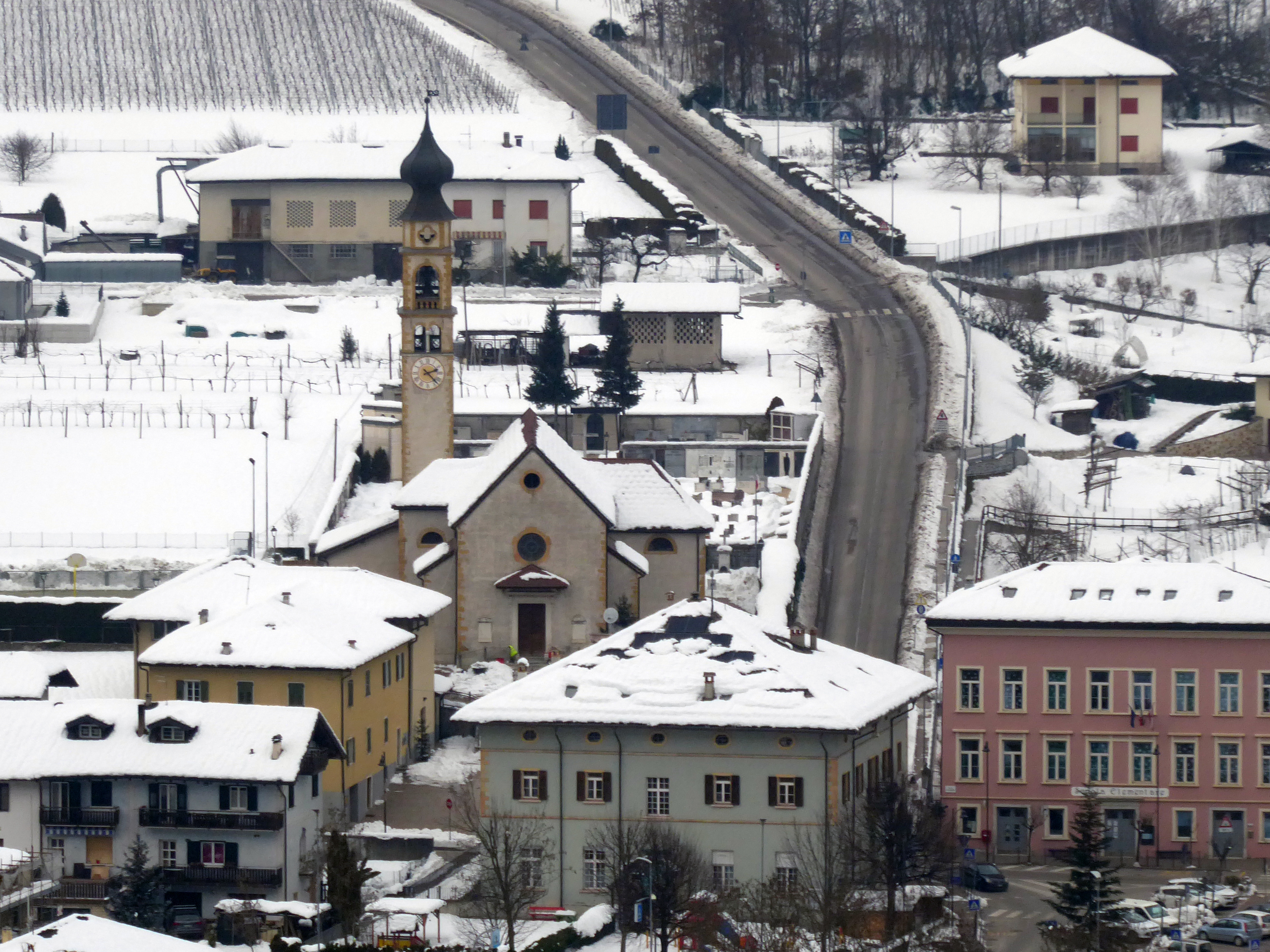
Il municipio (al centro) e la chiesa di San Leonardo di Castelnuovo

### Architetture religiose
- Chiesa di San Leonardo, parrocchiale che risale al XV secolo
- Chiesa di Santa Margherita, risalente almeno al XIII secolo
- Cappella di San Bartolomeo in località Spagolle

## Società

### Evoluzione demografica
Abitanti censiti

## Amministrazione
| Periodo           | Periodo           | Primo cittadino   | Partito      | Carica  | Note |
| ----------------- | ----------------- | ----------------- | ------------ | ------- | ---- |
| 9 maggio 2005     | 16 maggio 2010    | Bruno Perozzo     | Lista civica | Sindaco |      |
| 17 maggio 2010    | 10 maggio 2015    | Lionella Denicolò | Lista civica | Sindaco |      |
| 11 maggio 2015    | 21 settembre 2020 | Ivano Lorenzin    | Lista civica | Sindaco |      |
| 22 settembre 2020 | in carica         | Claudio Ceppinati | Lista civica | Sindaco |      |